# Wiktor Drozdow
Wiktor Aleksandrowicz Drozdow (ros. Виктор Александрович Дроздов, ur. 18 stycznia?/31 stycznia 1902 w guberni chersońskiej, zm. 1 września 1966 w Moskwie) – funkcjonariusz radzieckich organów bezpieczeństwa, generał major, ludowy komisarz spraw wewnętrznych Czeczeńsko-Inguskiej ASRR (1943-1944).

## Życiorys
Od maja 1920 w Armii Czerwonej, od września 1921 pełnomocnik powiatowej Czeki/powiatowego oddziału GPU w Ukraińskiej SRR, 1925-1929 pomocnik pełnomocnika, starszy pełnomocnik okręgowego oddziału GPU w Zaporożu, szef wydziału okręgowego oddziału GPU w Chersoniu. Od 1927 w WKP(b), od września 1929 do września 1932 pełnomocnik wydziału informacyjnego, starszy pełnomocnik wydziału tajnego, pełnomocnik operacyjny wydziału tajno-politycznego, sekretarz operacyjny, szef oddziału V wydziału tajno-politycznego i zastępca zarządzającego sprawami GPU przy Radzie Komisarzy Ludowych Ukraińskiej SRR. Od września 1932 do czerwca 1933 pomocnik szefa wydziału tajno-politycznego obwodowego oddziału GPU w Doniecku, od 22 czerwca 1933 do lipca 1934 szef okręgowego oddziału GPU w Starobielsku, w lipcu-sierpniu 1934 p.o. szefa, a od sierpnia 1934 do 1935 szef starobielskiego sektora operacyjnego NKWD. Od 1935 do lipca 1937 szef Zarządu Milicji Robotniczo-Chłopskiej Zarządu NKWD obwodu donieckiego, major milicji, od lipca 1937 do marca 1938 szef Zarządu Milicji Robotniczo-Chłopskiej Zarządu NKWD obwodu charkowskiego, od marca 1938 do kwietnia 1941 szef Zarządu Milicji Robotniczo-Chłopskiej Zarządu NKWD obwodu stalingradzkiego (obecnie obwód wołgogradzki), od 1941 starszy major milicji. Od kwietnia do sierpnia 1941 zastępca szefa Zarządu Milicji ds. operacyjnych Zarządu NKWD obwodu moskiewskiego, od sierpnia do października 1941 pomocnik szefa Specjalnej Grupy NKWD ZSRR, od 7 października 1941 zastępca szefa Oddziału I Zarządu I NKWD ZSRR, później pomocnik szefa Oddziału II NKWD ZSRR, od kwietnia do 1 czerwca 1942 szef Wydziału II Zarządu IV NKWD ZSRR, od 1 czerwca 1942 do 24 kwietnia 1943 szef Wydziału III Zarządu IV NKWD ZSRR. Od 24 kwietnia do 2 września 1943 szef Wydziału Walki z Bandytyzmem NKWD ZSRR, od 2 września 1943 do 14 kwietnia 1944 ludowy komisarz spraw wewnętrznych Czeczeno-Inguskiej ASRR, od 9 maja 1944 do 22 maja 1945 szef Zarządu NKWD obwodu Grozny, komisarz bezpieczeństwa państwowego, od 9 lipca 1945 generał major. Od 9 sierpnia 1945 szef Wydziału ds. Jeńców i Internowanych Zarządu Operacyjnego Głównego Zarządu ds. Jeńców i Internowanych NKWD ZSRR, później szef Wydziału I Zarządu II Głównego Zarządu ds. Jeńców i Internowanych ZSRR, od lutego 1947 do 9 września 1950 szef Zarządu "2-N" Ministerstwa Bezpieczeństwa Państwowego Ukraińskiej SRR i równocześnie zastępca ministra bezpieczeństwa państwowego Ukraińskiej SRR. Od 9 września 1950 do 1952 szef Biura Nr 2 MGB ZSRR, od 1952 do marca 1953 szef Wydziału II Głównego Zarządu MGB ZSRR, od października 1953 w rezerwie.

## Odznaczenia
- Order Lenina
- Order Czerwonego Sztandaru (dwukrotnie - 1943 i 1948)
- Order Suworowa I klasy (1944)